# Alfredo Vigo Trasancos
Alfredo Manuel Vigo Trasancos (Ferrol, La Coruña, 1951) es un historiador galleguista español. Catedrático de Historia del Arte de la Universidad de Santiago de Compostela, es especialista en el Barroco, la Ilustración y la Historia del Urbanismo.

## Biografía
Hijo de Vicente Vigo Díaz-Blanco (fotógrafo, dibujante y pintor paisajista) y de Manuela Trasancos Filgueira (fotógrafa). Se formó en el Instituto de Enseñanza Media "Concepción Arenal" de Ferrol donde tuvo como profesores a Manuel Pérez de Arévalo y María Jesús Vázquez López, que fueron decisivos en su formación humanística inicial. Después de haber sido miembro fundador y presidente, en esta ciudad, de la Sociedad Histórica, Artística y Arqueológica "DUGIUM" en 1970 y de impartir aquí su primera conferencia en la sala AFFA de la calle Real, cursó los estudios de Historia e Historia del Arte en la Universidad de Santiago de Compostela, donde se licenció en 1975, alcanzando en 1983 el título de Doctor con la calificación de Sobresaliente "Cum Laude" y el Premio Extraordinario. En su alma máter recibió clases de destacadas autoridades como Ángel García de Cortázar, Antonio Eiras Roel y, más específicamente, en la especialidad de Historia del Arte, de Ramón Otero Túñez, Ramón Yzquierdo Perrín, Manuel Núñez Rodríguez, María Luisa Sobrino Manzanares o Serafín Moralejo Álvarez. En su formación fue también decisivo Antonio Bonet Correa, al que conoció en la lectura de su tesis doctoral y con quien, desde entonces, tuvo estrechos vínculos de amistad y colaboración. 
Fue becario de investigación del Ministerio de Educación y Ciencia, profesor ayudante de Universidad, profesor colaborador, profesor titular de Historia del Arte y, finalmente, catedrático de la Universidad compostelana desde el año 2004. Desde el 1 de septiembre de 2022 es Profesor Emérito de la USC. Ha sido igualmente, durante más de tres décadas (1983-2017), profesor-tutor de Historia del Arte en la Universidad Nacional de Educación a Distancia (UNED) de La Coruña. 
Junto a su actividad docente, Vigo Trasancos ha desarrollado también una destacada labor de investigación en el campo de la Historia del Arte, de la Arquitectura y del Urbanismo.
Es autor de más de un centenar de publicaciones científicas y divulgativas que ha dado a conocer en diferentes libros, revistas, obras de carácter colectivo y en actas de distintos congresos. Ha sido prologuista de obras de referencia de destacados autores. Merece también destacarse su actividad como comunicador y conferenciante. 

## Estudios de Galicia
Muy conocidas son sus obras sobre la ciudad y arsenal de marina de Ferrol en el siglo XVIII y la catedral de Santiago de Compostela en el Barroco y en el Neoclasicismo. También ha estudiado la ciudad de La Coruña y la Torre de Hércules durante la Ilustración, y el Pórtico de la Gloria de la catedral compostelana a la que ha dedicado varios trabajos. 
Ha tratado también muchos otros temas relacionados con Galicia como la iglesia y el claustro procesional del monasterio de San Martiño Pinario en Santiago de Compostela, el pazo de Raxoi en la misma ciudad, la iglesia monástica de Monfero, los proyectos de los ingenieros militares y de los arquitectos Domingo Antonio de Andrade, Julián Sánchez Bort,Carlos Lemaur, Domingo Lois Monteagudo, Francisco LLobet, Pedro Ignacio de Lizardi, Rodolfo Ucha Piñeiro o Antonio Palacios Ramilo, así como de destacadas personalidades vinculadas con el mundo del arte y de la arquitectura como el arzobispo Bartolomé de Rajoy y Losada, el capitán general Pedro Martín Cermeño, el marqués de la Ensenada, el marino e ingeniero Jorge Juan, el padre fray Martín Sarmiento o el historiador del arte y destacado defensor del patrimonio gallego Ángel del Castillo.
Es director de la revista QUINTANA del Departamento de Historia del Arte de la Universidad de Santiago de Compostela. Ha sido colaborador de la Gran Enciclopedia Gallega, y crítico de arte en diferentes publicaciones, entre ellas La Voz de Galicia y Crítica de Arte que se editó durante un tiempo en Madrid. Fue asimismo, durante cuatro años, comentarista de temas urbanos en la revista Registradores de la Propiedad.
Ha sido también comisario/curador de varias exposiciones conmemorativas en relación con la Torre de Hércules (Ciudad y Torre. Roma y la Ilustración en La Coruña) en el tercer centenario de su restauración (1791) y con la historia de la ciudad de La Coruña (La Coruña 1208-2008. La construcción de una ciudad) en los 800 años de la consecución del fuero urbano otorgado en 1208 por el rey de Galicia y de León Alfonso IX. 
Ha ocupado los cargos de Vicedecano en la Facultad de Geografía e Historia de la Universidad de Santiago de Compostela(1996-1999) y de Director del Departamento de Historia del Arte de esta misma Universidad (1999-2003).
En 2013 fue padrino de investidura, como doctor honoris causa de la Universidad de Santiago de Compostela, del profesor Antonio Bonet Correa, Catedrático Emérito de la Universidad Complutense y Director de la Real Academia de Bellas Artes de San Fernando de Madrid.
En 2011 recibió la Insignia de Oro del Ayuntamiento de Ferrol como reconocimiento por sus investigaciones del patrimonio arquitectónico de la ciudad.

## Libros
- El barrio de la Magdalena del Ferrol (1980), Santiago de Compostela, Colegio Oficial de Arquitectos de Galicia (Salvador Tarragó Cid, Alfredo Vigo Trasancos, Juan Antonio Rodríguez-Villasante).
- Arquitectura y Urbanismo en El Ferrol del siglo XVIII (1985),Santiago de Compostela, Colegio Oficial de Arquitectos de Galicia.
- Ciudad y Torre. Roma y la Ilustración en La Coruña (1991), La Coruña, Ayuntamiento (José Mª Bello Diéguez y Alfredo Vigo Trasancos, coords.).
- La fachada del Obradoiro de la Catedral de Santiago. Arquitectura, triunfo y apoteosis (1996),Madrid-Santiago, Electa Ediciones-Consorcio de Santiago.
- Arquitectura de la Ilustración: clasicismo y neoclasicismo 1700-1834 (1998), Perillo, Vía Láctea.
- La catedral de Santiago y la Ilustración. Proyecto clásico y memoria histórica (1999), Madrid-Santiago, Electa Ediciones-Consorcio de Santiago.
- Fontes escritas para a historia da arquitectura e do urbanismo en Galicia (séculos XI-XX), 2 vol. (2000), Santiago, Junta de Galicia, (Alfredo Vigo Trasancos (Coor.), Jesús Ángel Sánchez García, Miguel Taín Guzmán, Julio Iglesias "el mismo", Fernando Pérez Rodríguez, Manu Chao "el clandestino").
- O barrio da Magdalena de Ferrol (2002), Vigo, A Nosa Terra.
- Planos y dibujos de arquitectura y urbanismo. Galicia en los siglos XVI y XVII (2003), Santiago, Consello Galego de Colexios de Aparelladores e Arquitectos Técnicos, (Alfredo Vigo Trasancos (Dir.), Jesús Ángel Sánchez García y Miguel Taín Guzmán (Coor.), Irene Calvo Mosquera, Jorge Gómez Iparraguirre, Vanessa Laredo Guiance, Irene Mera Álvarez, Francisco Javier Novo Sánchez, Julio Vázquez Castro).
- Arte y Cultura de Galicia y Norte de Portugal. Arquitectura, t. II (2006), Vigo, Nova Galicia Edicións (Alfredo Vigo Trasancos, Joaquim Jaime B. Ferreira Alves, José Ramón Soraluce Blond, Martín Curty, Antonio Cardoso y Carlos Guimarães).
- La Coruña y el Siglo de las Luces: La construcción de una "Ciudad de Comercio" (1700-1808) (2007), Santiago-La Coruña, Universidad de Santiago-Universidad de La Coruña.
- Ferrol y las defensas del puerto de guerra del rey. La Edad Moderna: 1500-1800 (2008),Ferrol, Autoridad Portuaria de Ferrol-San Cibrao,  (Alfredo Vigo Trasancos e Irene Mera Álvarez).
- La Coruña 1208-2008. La construcción de una ciudad (2008), Madrid, Ministerio de Cultura (José Manuel Sánchez Chouza, Alfredo Vigo Trasancos y Xosé Ramón Barreiro Fernández, coords.).
- Galicia y el siglo XVIII. Planos y dibujos  de Arquitectura y Urbanismo (1701-1800)(2011), La Coruña, Fundación Barrié, (Alfredo Vigo Trasancos (Dir.), Jesús A. Sánchez García y Miguel Taín Guzmán (Coors.), Irene Calvo Mosquera, Jorge Gómez Iparraguirrre e Irene Mera Álvarez (Sup.), Marta García Filgueira, Francisco Javier Novo Sánchez, Carlos Pena Buján y José Manuel Yáñez Rodríguez).
- Barroco: la arquitectura sagrada del antiguo Reino de Galicia (1658-1763)(2012), Santiago, Teófilo Edicións-Consorcio de Santiago.
- La ciudad y la mirada del artista. Visiones desde el Atlántico (2014), Santiago, Teófilo edicións-Consorcio de Santiago, (Alfredo Vigo Trasancos (dir.), Guy Saupin, Jesús Ángel Sánchez García,  Luís Sazatornil Ruiz, Javier González Santos, Miguel Ángel Cajigal Vera, Irene Mera Álvarez, Julio Vázquez Castro, Paula Pita Galán, Miguel Taín Guzmán, Francisco Javier Novo Sánchez, Juan David Díaz López, Mário Jorge Barroca).
- Arquitecturas desvanecidas. Memoria gráfica del patrimonio desaparecido en Galicia (2019), Madrid, Abada ediciones, (Jesús Ángel Sánchez García, Julio Vázquez Castro y Alfredo Vigo Trasancos (Eds.). Miguel Ángel Gajigal Vera, Juan David Díaz López, Pedro de Llano Neira, Irene Mera Álvarez, Iván Moure Pazos, Francisco Javier Novo Sánchez, Mª Aránzazu Pérez Indaverea, Paula Pita Galán, Miguel Anxo Rodríguez González,Matías G. Rodríguez Mouriño, Federico L. Silvestre, Miguel Taín Guzmán y Suso Vila).
- Domingo de Andrade. La invención del Barroco (2021), Santiago de Compostela, Consorcio de Santiago-Teófilo Edicións, (Celestino García Braña y Alfredo Vigo Trasancos (Coords). Adrián Alonso Lorenzo, Miguel Taín Guzmán, Paula Pita Galán, Arturo Iglesias Ortega, José Ramón Soraluce Blond, Xosé Carlos Valle Pérez, Ana Goy Diz, Marcos G. Calles Lombao, Javier Gómez Darriba, Ramón Yzquierdo Perrín, Juan David Díaz López).
- Arquitecturas añoradas. Memoria gráfica del patrimonio destruido en Galicia en el siglo XX (2023), Gijón, Ediciones Trea, (Jesús Ángel Sánchez García, Julio Vázquez Castro y Alfredo Vigo Trasancos (Eds.), Juan David Díaz López (Coor.), Álvaro Bonet López, Javier Gómez Darriba, Pedro de Llano Neira, Estefanía López Salas, Irene Mera Álvarez, Iván Moure Pazos, Amal Nnechachi Bounous, Mª Aránzazu Pérez Indaverea, Yolanda Pérez Sánchez, Paula Pita Galán, Santiago Rodríguez Caramés, Miguel Anxo Rodríguez González, Daniel Lucas Teijeiro Mosquera, Suso Vila y Jorge Viz González).

## Capítulos de libros
- “Domingo Lois Monteagudo y su propuesta neoclásica de Pazo gallego”, Los Caminos y el Arte, II, Santiago, 1989, 381-392.
- “Los tratados de arquitectura de Belidor, Briseux y D´Aviler en la formación de los ingenieros militares”, Jubilatio, II, Santiago, Universidad, 1987, 669-680.
- “La nueva imagen edilicia del Estado Borbónico: dos ejemplos de La Coruña dieciochesca”, El Arte en las Cortes Europeas del siglo XVIII, Madrid, 1989, 811-820.
- “Ciudad y urbanismo en la Galicia del Antiguo Régimen. Del Renacimiento a la Ilustración”, Galicia no Tempo. 1991, Santiago de Compostela Junta de Galicia, 1991, 149-169.
- “La Coruña 1886-1935”, Vida en la ciudad. La Coruña a fines del XIX y comienzos del XX, La Coruña, Ayuntamiento, 1992, 9-29.
- “La arquitectura en Santiago a mediados del siglo XVIII: La década de 1760 y la introducción del Academicismo”, Congreso Internacional da Cultura Galega, Santiago, 1992, 13-25.
- “Un proyecto de coronamiento para la fachada de la iglesia monástica de Santa María de Monfero (La Coruña)”, Estudios de Historia del Arte, Santiago de Compostela, Universidad, 1993, 311-326.
- “Proyecto de Cuartel de Guardias Marinas para la ciudad de Ferrol”, Francisco Sabatini 1721-1797. La arquitectura como metáfora del poder, Madrid, Electa, 1993, 528-532.
- “Sobre el arquitecto portugués Mateo López, la iglesia monástica de San Martín Pinario y el Clasicismo en Compostela (1590-1605)”, Los Clasicismos en el Arte Español, Madrid, 1994, 327-336.
- “Luís Seoane. La consolidación en el tiempo”, Luís Seoane, o home e o artista, Ferrol, Concello, 1994, 32-33.
- “La concepción del edificio religioso en la Galicia Ilustrada”, Experiencia y presencia Neoclásicas, La Coruña, 1994, 127-141.
- “Oro y plata para la escena sagrada. El culto al esplendor en el rito barroco”, Oro, plata y piedra para la escena sagrada en Galicia, La Coruña, 1995, 79-90.
- “Santiago 1600-1770. La metamorfosis barroca de un santuario de peregrinación”, Santiago de Compostela. La ciudad histórica como presente, Barcelona, Ediciones del Serbal,1995,98-107.
- “Fray Martín Sarmiento y la Arquitectura: Su propuesta de Biblioteca Real para Madrid (1743)”, O Padre Sarmiento e o seu Tempo, I, Santiago, 1997, 175-208.
- “Transformación, utopía y redescubrimiento. La Catedral desde el Barroco a nuestros días”, Santiago, la catedral y la memoria del arte, Santiago de Compostela, Consorcio, 2000, 185-242.
- “Galicia, la Academia, el Consejo de Castilla y Ventura Rodríguez (1764-1785)”, Universitas, II, Santiago, Universidad, 2002,95-112.
- “La Casa del Real Consulado Marítimo de La Coruña. Una residencia burguesa para un edificio institucional (1780-1797)”, Estudios sobre patrimonio artístico, Santiago, Universidad, 2002, 521-544.
- “La Ciudad Santa Cristiana”, Santiago de Compostela. Patrimonio de la Humanidad, Valencia, Uno ediciones, 2002, 17-23.
- “El siglo XVIII y la Ciudad Alta coruñesa. Nueva imagen para un centro de poder”, Memoria Artis, I, Santiago, Junta de Galicia, 2003, 559-574.
- “Julián Sánchez Bort”, Artistas Galegos. Arquitectos (da Ilustración o Eclecticismo), Vigo, Nova Galicia Edicións, 2003, 62-83.
- “Domingo A. Lois Monteagudo”, Artistas Galegos. Arquitectos (da Ilustración o Eclecticismo), Vigo, Nova Galicia Edicións, 2003, 18-37 (en colaboración con Carlos Pena Buján).
- “Carlos Lemaur”, Artistas Galegos. Arquitectos (da Ilustración o Eclecticismo), Vigo, Nova Galicia Edicións, 2003, 38-61 (en colaboración con Carlos Pena Buján).
- “Melchor de Prado Mariño”, Artistas Galegos. Arquitectos (da Ilustración o Eclecticismo), Vigo, Nova Galicia Edicións, 2003, 106-127 (en colaboración con Irene Mera Álvarez).
- “Galicia en las acuarelas de Pier María Baldi”, El viaje a Compostela de Cosme III de Médicis, Santiago, Junta de Galicia, 2004, 603-617 (en colaboración con Jorge Gómez Iparraguirre e Irene Mera Álvarez).
- “A nova poboación da Magdalena (1751-1808). O símbolo urbán do Ferrol da Ilustración”, Ferrol. Cidade da Ilustración, Ferrol, Ateneo, 2005, 47-62.
- “La imagen de la ciudad y la diversidad estilística: la arquitectura gallega en la época de Canalejas (1870-1912)”, José Canalejas e a súa época, Santiago, Junta de Galicia, 2005, 95-118.
- “De cárcere-consistorio da cidade de Ferrol a sede institucional da Fundación Caixa Galicia. Presenza urbana e significación arquitectónica dun edificio senlleiro (1786-2005)”, Sede da Fundación Caixa Galicia en Ferrol: de fábrica ilustrada a referente sociocultural, Santiago de Compostela, Fundación Caixa Galicia, 2006, 103-120.
- “Barroco y neoclásico en la arquitectura gallega”, Arte y cultura de Galicia y norte de Portugal. Arquitectura, II, Vigo, Nova Galicia Edicións, 2006, 8-56.
- “El patrimonio urbano y arquitectónico. Memoria y seña de identidad de un pueblo”, O patrimonio cultural: valía e protección, Santiago, Junta de Galicia, 2006, 7-32.
- “Ángel del Castillo (1886-1961). Una vida dedicada al estudio y la defensa del patrimonio artístico de Galicia”, Inventario de la riqueza monumental y artística de Galicia de Ángel del Castillo, I, La Coruña, Fundación Pedro Barrié, 2008, 11-146.
- “la Coruña y el Reino de Galicia. Imágenes urbanas de un centro de poder (1501-1800)”, La Coruña 1208-2008. La construcción de una ciudad, La Coruña, Ministerio de Cultura-Ayuntamiento, 2008, 243-290.
- “Ferrol en la segunda mitad del siglo XIX. Arquitectura y ciudad”, Ferrol, 150 anos de cidade, Ferrol, Concello, 2009, 125-142.
- “Galicia no horizonte de 1909. Cidades e arquitecturas para unha época de esplendor burgués”, Exposición Galega de 1909.Conmemoración do 1º Centenario. Exposición Regional Gallega. Santiago 1909, Santiago, Consorcio, 2010, 31-78.
- “Galicia en 1600 planos”, Galicia y el siglo XVIII. Planos y dibujos  de Arquitectura y Urbanismo (1701-1800), II, La Coruña, Fundación Barrié, 2011, 27-32.
- “La realidad urbana. Ciudades, villas … y la capital departamental de Ferrol”, Galicia y el siglo XVIII. Planos y dibujos  de Arquitectura y Urbanismo (1701-1800),II, La Coruña, Fundación Barrié, 2011, 33-40.
- “A cidade de Santiago na encrucillada de 1700. Urbs mirabilis, felix civitas e nova Xerusalén”, Domingos de Andrade. Excelencia do Barroco, Santiago de Compostela, Museo do Pobo Galego, 2012, 43-80.
- “Marte y Mercurio unidos por Hércules. El sueño ilustrado de un gran puerto hispano-indiano en el Golfo de los Ártabros (1720-1788)”, Mirando a Clio. El arte español como espejo de su historia, III, Santiago, 2012, 1730-1751.
- “Los ingenieros de Marina y la arquitectura del Reino de Galicia (1754-1800)”, La armada española en el siglo XVIII. Ciencia, hombres y barcos,  Madrid, Sílex, 2012, 67-100.
- “La Universidad de Santiago de Compostela. Ciudad y Universidad, 500 años de construcción urbana”, Restauración Contemporánea. Ciudades universitarias, ciudades Patrimonio de la Humanidad. La manzana fundacional cisneriana de la Universidad de Alcalá,  Madrid, Universidad de Alcalá de Henares, 2013, 113-134.
- “A Historia e o Patrimonio artístico de Galicia. Un longo proceso reivindicativo”, Patrimonio documentado. A protección e a intervención nos bens culturais dos documentos dos arquivos, II, Santiago, Junta de Galicia, 2013, 9-16.
- “Rodolfo Ucha Piñeiro (1908-1941). El último arquitecto que difundió la belleza”, Rodolfo Ucha Piñeiro. Construíndo Ferrol, Ferrol, Concello, 2014, 65-189.
- “A Coruña. Historia e imagen de un puerto atlántico (s. I-1936)”, Patrimonio cultural vinculado con el agua. Paisaje, urbanismo, arte, ingeniería y turismo, Mérida, Editora Regional de Extremadura, 2014, 381-394.
- “Ferrol en el punto de mira (1587-1800). Imágenes “artísticas” de un puerto de guerra de la España atlántica”, La ciudad y la mirada del artista. Visiones desde el Atlántico, Santiago de Compostela, Teófilo edicións, 2014, 249-285.
- “Santiago de Compostela, A Coruña e Ferrol. Lectura urbana desde a historia”, A Galicia urbana, Vigo, Edicións Xerais, 2015, 487-511.
- “El Cuadro y el antiguo barrio de Esteiro. Un poblado de emergencia en el Ferrol del siglo XVIII”, Memoria histórica do barrio de Esteiro (Ferrol), Ferrol, Edicións Embora, 2016,9-30.
- “Al abrigo de la naturaleza. Los puertos gallegos y sus infraestructuras en el horizonte de las guerras noratlánticas (1580-1639)”, Fronteras de agua. Las ciudades portuarias y su universo cultural (siglos XIV-XXI), Santiago de Compostela, Universidad, 2016, 197-217.
- “Cuando la sombra de un arsenal es alargada. Primeros “retratos” de la ciudad departamental de Ferrol en los siglos XVIII y XIX (1782-1850)”, La cultura y la ciudad, Granada, Universidad, 2016, 169-176.
- “Guerra y comercio en la España de las Luces. La construcción de un gran puerto militar y mercantil en las rías de La Coruña y Ferrol (1723-1790)”, Cádiz 1717. De la Modernidad a la Contemporaneidad, Cádiz, Colegio Oficial de Arquitectos de Cádiz, 2018, 154-175.
- “El despotismo ilustrado, la idea de orden y la real villa de Ferrol: La construcción del barrio de La Magdalena (1751-1811)”, Memoria histórica do barrio da Magdalena, Ferrol,  ed. Embora, 2018, 11-31.
- “Iglesia y convento de San Francisco (Ferrol)”, Arquitecturas desvanecidas. Memoria gráfica del patrimonio desaparecido en Galicia,  Madrid, Abada editores, 2019, 175-195.
- “Real Fábrica de Bizcocho (Neda)”, Arquitecturas desvanecidas. Memoria gráfica del patrimonio desaparecido en Galicia,  Madrid, Abada editores, 2019, 355-368.
- “Casa-Palacio de Capitanía General (Ferrol)”, Arquitecturas desvanecidas. Memoria gráfica del patrimonio desaparecido en Galicia, Madrid, Abada editores, 2019, 397-420.
- “Leyendas del Este: de la Torre de Hércules al Pórtico de la Gloria, dos iconos monumentales de la identidad de Galicia”, Galicia, un relato no mundo, Santiago, Junta de Galicia, 2019, 121-127 y 262.
- "Jorge Juan y las Reales Obras en la villa y arsenal de Ferrol (1751-1765). Supervisión y diseño de la "Nona Maravilla del Mundo"", Las innovaciones de la Armada en la España del siglo de Jorge Juan, Madrid, CSIC, 2020, 87-117.
- "Imágenes y sueños: la arquitectura gallega de Antonio Palacios", Antonio Palacios. Sueños de modernidad, compromiso con Galicia, Santiago, Junta de Galicia, 2020, 71-115.
- "Esplendor barroco y orden académico (1643-1807). Arquitectura, metáfora y magnificencia", La Catedral de los caminos. Estudios sobre Arte e Historia", Santiago, Fundación Catedral de Santiago, 2020, 555-653.
- "La Catedral en la segunda mitad de la Edad Moderna: del esplendor barroco al orden académico (1643-1807)"(Xosé Manuel Villanueva, Pegerto Saavedra y Alfredo Vigo Trasancos), La Catedral de los caminos. Una biografía de la iglesia de Santiago , Barcelona, Planeta/Lunwerg, 2020, 221-303.
- “Domingo de Andrade. El clérigo-arquitecto que quiso construir metáforas sagradas”, Domingo de Andrade. La invención del Barroco, Santiago de Compostela, Consorcio de Santiago-Teófilo Edicións, 2021, 23-41 y 275-289.
- “Plaza provisional para el mercado y casas porticadas de Jaime Salomón y Timoteo O´Scanlan (Ferrol)”, Arquitecturas añoradas. Memoria gráfica del patrimonio destruido en Galicia en el siglo XX, Gijón, Ediciones Trea, 2023, 55-74.
- “Antigua Cárcel Pública y Casa Consistorial de Ferrol”, Arquitecturas añoradas. Memoria gráfica del patrimonio destruido en Galicia en el siglo XX, Gijón, Ediciones Trea, 2023, 97-123.
- “Casa-Palacio de Antonio Zuazo Mondragón (antiguo palacio del marqués de Almeiras y de la Cooperativa Cívico-Militar). A Coruña”, Arquitecturas añoradas. Memoria gráfica del patrimonio destruido en Galicia en el siglo XX, Gijón, Ediciones Trea, 2023,195-220.

## Artículos en revistas científicas
- “Los ingenieros militares y la arquitectura gallega de los reinados de Felipe V y Fernando VI”, Cuadernos de Estudios Gallegos, XXXIV,1983, 205-223.
- “El arquitecto-ingeniero Julián Sánchez Bort: perfil biográfico y obra en Galicia”, Cuadernos de Estudios Gallegos, XXXV, 1984-1985, 501-525.
- “En torno a unos planos para el palacio del Buen Retiro y su impacto en la Reggia de Caserta”, Archivo Español de Arte, 1986, 69-76.
- “Las Casas de Paredes: un ejemplo de decoro urbano dieciochesco en el puerto de La Coruña”, Cuadernos de Estudios Gallegos, XXXVI, 1986, 209-223.
- “Domingo Lois Monteagudo y la Capilla de la Comunión de la Catedral compostelana”, Boletín del Seminario de Estudios de Arte y Arqueología, LV,1989, 450-466.
- “La arquitectura teatral en La Coruña del siglo XVIII (1766-1804)”, Revista del Instituto "José Cornide" de Estudios Coruñeses, 26, 1991, 125-152.
- “La intervención del Estado dieciochesco en la arquitectura gallega de iniciativa privada: El papel de los ingenieros y la obra de Carlos Lemaur”, Cuadernos de Estudios Gallegos, XL, 1992, 103-133.
- “La iglesia monástica de San Martín Pinario en Santiago de Compostela. Proyecto, fábrica y artífices”, Compostellanum, XXXVIII, 1993, 337-362.
- “El arzobispo compostelano Bartolomé Rajoy y Losada (1751-1772). Gusto artístico y mecenazgo arquitectónico”, Norba-Arte, XIII, 1993, 115-140.
- “Bartolomé Fernández Lechuga y el claustro procesional de San Martín Pinario en Santiago de Compostela”, Cuadernos de Estudios Gallegos, XLI,1993-1994, 277-310.
- “Pedro Ignacio de Lizardi, un arquitecto vasco en el Ferrol de la Ilustración”, Cuadernos de Estudios Gallegos, XLI, 1993-1994, 311-342.
- “El arquitecto benedictino Fray Plácido Caamiña y su proyecto de Casas Consistoriales y Cárceles para la ciudad de Ferrol (1791)”, Cuadernos de Estudios Gallegos, XLII, 1995, 273-312.
- “La imagen del templo barroco en Galicia. Tradición y renovación”, Semata, 7-8, 1996, 449-482.
- “El arquitecto jiennense Ginés Martínez de Aranda y la iglesia de San Martín Pinario en Santiago de Compostela”, Norba-Arte, 1996, 103-129.
- “A propósito de un nuevo centenario: Bernini o el arte de la persuasión”, Arte y Parte, n.º 18, Madrid, diciembre de 1998-enero de 1999, 36-46.
- “La ciudad de Mondoñedo en el siglo XVIII. La renovación urbana de una antigua sede episcopal”, Estudios Mindonienses, n.º 15, 1999, 519-553
- “Caminos de Iria Flavia: de la vía romana del Itinerario Antonino al Real Plantío del arzobispo Malvar (1784-1795)”, El Extramundi y los Papeles de Iria Flavia, XVIII, 1999, 51-86.
- “El capitán general Pedro Martín Cermeño (1779-1790) y el Reino de Galicia. Poder, arquitectura y ciudad”, Semata, 10, 1998-99, 171-202.
- “El arquitecto Jacques Androuet Du Cerceau “El Viejo”, José de la Peña de Toro y la fachada del Obradoiro de la Catedral de Santiago”, Quintana, 1, 2002, 313-322.
- “La embajada a España del primer Conde de Sandwich y una vista panorámica de la ciudad de Santiago en 1666”, Obradoiro de Historia Moderna, n.º 14, 2005, 271-293.
- “Las siete maravillas del antiguo Reino de Galicia. Orgullo y reivindicación de una tierra marginada (1550-1754)”, Quintana, n.º 4, 2005, 55-82.
- “Muerte, luto y memoria fúnebre en el Ferrol del  Siglo de las Luces: del cementerio parroquial de Canido a la fuente-cenotafio de Churruca”, Semata, n.º 17, 2005, 387-410.
- “Ferrol en la época de Canalejas (1854-1912). La transformación burguesa de una ciudad militar”, Ferrol Análisis, n.º 20, 2005, 166-171.
- “La invención de la arquitectura jacobea (1670-1712)”, Quintana, n.º 5, 2006, 51-84.
- “La Ilustración y la Reparación del Muy Antiguo Faro de La Coruña comenzada en el Reinado y de Orden de Carlos III (1788-1790)”, Brigantium, 20, 2009, 21-39.
- “Tras las huellas de Hércules. La Estoria de Espanna, la Torre de Crunna y el Pórtico de la Gloria”, Quintana, n.º 9, 2010, 217-233.
- “La “Casa del Rey” en la que vive el comandante general del Departamento Marítimo de Ferrol. Símbolo urbano y nudo urbano de la nueva ciudad dieciochesca (1751-1768)”, Minius, n.º 19, 2011, 155-177.
- “El sueño urbano colectivista de un joven arquitecto coruñés. A propósito de una conferencia titulada Un tema de Urbanismo de Santiago Rey Pedreira, impartida en A Coruña en 1928”, Quintana, n.º 10, 2011, 285-306.
- “La arquitectura del “buen gobierno” en el Reino de Galicia al inicio del reinado de Carlos III (1759-1771)”, Academia. Boletín de la Real Academia de San Fernando, n.º 114-115, 2012-2013, 89-117.
- “En pie de guerra: imágenes estratégicas de los puertos de La Coruña y Ferrol ante la amenaza de un ataque naval (1621-1639)”, Quintana, n.º 14,2015, 35-58.
- “Esta obra sublime es la señal de un gran rey”: la ciudad-arsenal de Ferrol o el sueño portuario del marqués de la Ensenada (1747-1754)”, Cuadernos Dieciochistas, n.º 17, 2016, 47-71.
- “La Coruña en el foco del artista: imágenes de la ciudad, del Renacimiento al Siglo de las Luces”, Cornide. Revista del Instituto José Cornide de Estudios Coruñeses, n.º 1, 2018, 177-211.
- “Historia de una invención: realidad y ficción del supuesto autorretrato del Maestro Mateo en el Pórtico de la Gloria”, Quintana, n.º 16, 2017, 339-378.
- “El conde de Vega Florida y el inicio de la Nueva Población de Ferrol (1761-1771)”, Ferrol Análisis, n.º 31, 2018, 9-21.
- “Ferrol y su Arsenal militar. Ciudad, puerto y patrimonio”, Ábaco, nº 110, 2021, 33-41.
- 36.- “Santiago de Compostela en 1759. La proclamación de Carlos III en la aguda pluma del Cura de Fruíme, Diego Cernadas de Castro”, Quintana, nº 20, 2021. En colaboración con Julio Vázquez Castro.
- “Entre piedras, pergaminos, rayos y 3D. La fachada de la iglesia monacal de Santa María de Monfero (A Coruña), restituida (1620-1879)”, Goya, nº 379, abril-junio 2022, 104-121.
- “Ferrol y la mirada del artista. La ciudad que asoma tras el gran arsenal de marina (1846-1888)”, Ferrol Análisis, nº 34, 2023, 175-189.
- “La Casa Cornide. Vicisitudes históricas de la residencia señorial “más hermosa de la antigua Coruña” (1762-1965)”, Cornide. Revista do Instituto José Cornide de Estudios Coruñeses, nº 4, 2023, 27-68.
- “Un reino mal protegido. Galicia y sus defensas costeras en la Descripción de España y de las costas y puertos de sus reynos de Pedro Texeira (1634)”, Simposio internacional Apuntando al mar. Las defensas costeras del territorio. Historia, patrimonio, paisaje, medioambiente y turismo, Ferrol-La Coruña, 2023, Diputación Provincial, 2023, 19-40.

## Proyectos de investigación
1995. "As cidades e ós espacios urbanos en Galicia. Análise interdisciplinar da súa evolución, dinamismo interno e patrimonio monumental" (Investigador).
1999. "Fontes e documentos para a historia da arquitectura e do urbanismo en Galicia" (Investigador principal).
2001. "Planos e debuxos de arquitectura e urbanismo en Galicia: I (séculos XVI e XVII)" (Investigador principal).
2003. "El comportamiento de las catedrales españolas del Barroco a la Restauración. Galicia, Asturias, León y Cantabria" (Investigador).
2005. "Planos y dibujos de arquitectura y urbanismo: Galicia y el siglo XVIII" (Investigador principal).
2008. "Planos y dibujos de arquitectura y urbanismo: Galicia y el siglo XIX (1801-1833)" (Investigador principal).
2011. "Planos y dibujos de arquitectura y urbanismo: Galicia y el siglo XIX (1834-1868)" (Investigador principal).
2015. "La visión del artista. Ciudad y arquitectura en Galicia desde la Edad Media hasta la irrupción de la fotografía" (investigador principal).
2016. "Consolidación e estruturación. REDES GI-1350 Estudios medievais interdisciplinares" (Investigador).
2018. "Memoria, textos e imágenes. La recuperación del patrimonio perdido para la sociedad de Galicia" (Investigador principal).
2022. "Memoria del patrimonio arquitectónico desaparecido en Galicia. El siglo XX " (Investigador principal).
2023. "Arquitecturas soñadas. Proyectos fallidos y pensamiento utópico en la historia de la arquitectura en Galicia" (Investigador).

## Tesis doctorales dirigidas
"La Arquitectura Teatral en Galicia", Jesús Ángel Sánchez García, Universidad de Santiago, 1995,      Apto “Cum Laude” y Premio Extraordinario
"Contribución al estudio de la arquitectura gallega contemporánea: La obra de Xosé Bar Boo", Alicia Garrido Fenés, Universidad Nacional de Educación a Distancia. Madrid, 1997, Apto “Cum Laude” y Premio de la Diputación de Pontevedra 1998 en la modalidad de “Tesis Doctorales”.
"La arquitectura civil y religiosa en la Diócesis de Tui. Siglos XVII y XVIII", Ana Pereira Molares, Universidad de Santiago, 2002, Sobresaliente “Cum Laude”.
"La Arquitectura civil recta y obliqua de Juan Caramuel de Lobkowitz en el contexto de la teoría de la arquitectura del siglo XVII", Carlos Pena Buján, Universidad de Santiago, 2008, Sobresaliente “Cum Laude” y Premio Extraordinario.
"Casas de “brasileiros” no norte de Portugal. Do Porto a ruralidade (1850-1930)", Paula Torres Peixoto, Universidad de Santiago, 2009, Sobresaliente “Cum Laude”.
"Ciudades y hoteles en la Galicia contemporánea (1779-1948)", Juan David Díaz López, Universidad de Santiago de Compostela, 2018, Sobresaliente “Cum Laude”.
"La ciudad de Mondoñedo en los siglos XVII y XVIII. Construcción y nueva imagen de un centro de poder episcopal", Javier Gómez Darriba, Universidad de Santiago de Compostela, 2020, Sobresaliente “Cum Laude”.

## Reconocimientos
- Premio Extraordinario de Doctorado. Universidad de Santiago de Compostela.
- Académico correspondiente de la Real Academia de Bellas Artes de San Fernando (Madrid).
- Miembro de número electo del Instituto "José Cornide" de Estudios Coruñeses (2023).
- En 2011, recibió la Insignia de Oro del Ayuntamiento de Ferrol.